# دالي حسن باشا
دالي حسن باشا هو باشا من عهد الباشوات الثلاثون الذين حكموا أيالة الجزائر، حكم الجزائر خلال الفترة: (1599-1600).